# Sphecosoma abdominalis
Sphecosoma abdominalis är en fjärilsart som beskrevs av William Schaus 1905. Sphecosoma abdominalis ingår i släktet Sphecosoma och familjen björnspinnare. Inga underarter finns listade i Catalogue of Life.